# BNP Paribas Open 2024
Теннисный турнир Индиан Уэлс — ежегодный профессиональный теннисный турнир, в 50-й раз проводившийся в небольшом калифорнийском городке Индиан-Уэлс на открытых хардовых кортах. Мужской турнир имеет категорию Мастерс, а женский — WTA 1000.
Соревнование открывало мини-серию из двух турниров, основная сетка которых играется более 1 недели (следом намечен турнир в Майами).
Соревнования проводятся на кортах Indian Wells Tennis Garden — с 6 по 17 марта 2024 года.
Прошлогодние победители:
- мужчины одиночки —  Карлос Алькарас.
- женщины одиночки —  Елена Рыбакина.
- мужчины пары —  Рохан Бопанна /  Мэттью Эбден.
- женщины пары —  Барбора Крейчикова /  Катерина Синякова.

## Общая информация
Мужской одиночный турнир, проводимый в 50-й раз, собрал всех сильнейших топ-10 мирового рейтинга. Первым номером посева стал лидер мировой классификации серб Новак Джокович. Призовой фонд турнира составил почти 9 миллионов долларов.
В женском одиночном турнире, который состоялся в 35-й раз, смогли сыграть все теннисистки из топ-10. Возглавила посев лидер мировой классификации Ига Свёнтек из Польши. Призовой фонд турнира составил почти 9 миллионов долларов.